# Andrzej Wodziński
Andrzej Wodziński – polski kierowca rajdowy i wyścigowy, pilot rajdowy.

## Biografia
Jest bratem Krzysztofa. Karierę zawodniczą rozpoczął w drugiej połowie lat 60. od startów motocyklami. Rywalizację samochodami zaczął w 1970 roku od zwycięstwa Trabantem Rajdu Monte Calvaria. W 1972 roku uzyskał licencję IR i startował również jako pilot rajdowy. Od 1975 roku startował wspólnie z Janem Wojciechowskim. Ta załoga w 1978 roku zdobyła rajdowe mistrzostwo Polski w kl. I/3-4, startując Autobianchi A112. W 1980 roku Wodziński jako pilot Zbigniewa Malińskiego zdobył trzecie miejsce w klasie I/8.
Po śmierci Wojciechowskiego w Rajdzie Wisły 1984 Wodziński porzucił rajdy i w 1986 roku rozpoczął uczestnictwo w wyścigach. Początkowo startował Ładą. W 1989 roku zadebiutował w Formule Easter. W 1998 roku zakończył karierę zawodniczą, po czym w latach 1998–1999 pełnił funkcję prezesa Automobilklubu Rzemieślnik.

## Wyniki w Polskiej Formule 3
| Legenda oznaczeń w tabelach wyników Wyświetl szablon na nowej stronie | Legenda oznaczeń w tabelach wyników Wyświetl szablon na nowej stronie                                                                     |
| Oznaczenie                                                            | Wyjaśnienie |
| --------------------------------------------------------------------- | --- |
| Złoty                                                                 | Zwycięzca lub mistrzostwo |
| Srebrny                                                               | 2. miejsce lub wicemistrzostwo |
| Brązowy                                                               | 3. miejsce lub II wicemistrzostwo |
| Zielony                                                               | Ukończył, punktował (w klasyfikacji generalnej, gdy zdobył co najmniej jeden punkt na przestrzeni sezonu, poza trzema powyższymi opcjami) |
| Niebieski                                                             | Ukończył, nie punktował (w klasyfikacji generalnej, gdy nie zdobył co najmniej jednego punktu na przestrzeni sezonu)                      |
| Czerwony                                                              | Nie zakwalifikował się (NZ) |
| Czerwony                                                              | Nie prekwalifikował się (NPK) |
| Różowy                                                                | Nie ukończył (NU) |
| Różowy                                                                | Niesklasyfikowany (NS) (w klasyfikacji generalnej, gdy nie został sklasyfikowany w żadnym wyścigu sezonu)                                 |
| Czarny                                                                | Zdyskwalifikowany (DK) |
| Czarny                                                                | Wykluczony (WYK/EX) |
| Biały                                                                 | Nie wystartował (NW) |
| Biały                                                                 | Kontuzjowany (K/INJ) |
| Biały                                                                 | Wyścig odwołany (OD/C) |
| Bez koloru                                                            | Został wycofany (WYC/WD) |
| Bez koloru                                                            | Nie przybył (NP/DNA) |
| Bez koloru                                                            | Nie brał udziału w treningach (NT/DNP) |
| Bez koloru                                                            | Nie został zgłoszony (–) |
| Pogrubienie                                                           | Start z pole position |
| Kursywa                                                               | Najszybsze okrążenie wyścigu |
| †                                                                     | Nie ukończył, ale jego rezultat został zaliczony ze względu na przejechanie więcej niż 90% dystansu wyścigu.                              |
| *                                                                     | Sezon w trakcie |
| 1/2/3                                                                 | Punktowana pozycja w sprincie kwalifikacyjnym                                                                                             |
| Lista systemów punktacji Formuły 1                                    | |

| Rok  | Zespół                        | Samochód   | Silnik | Wyniki w poszczególnych eliminacjach | Wyniki w poszczególnych eliminacjach | Wyniki w poszczególnych eliminacjach | Wyniki w poszczególnych eliminacjach | Wyniki w poszczególnych eliminacjach | Wyniki w poszczególnych eliminacjach | Wyniki w poszczególnych eliminacjach | Wyniki w poszczególnych eliminacjach | Wyniki w poszczególnych eliminacjach | Wyniki w poszczególnych eliminacjach | Pkt. | Msc. |
| ---- | ----------------------------- | ---------- | ------ | ------------------------------------ | ------------------------------------ | ------------------------------------ | ------------------------------------ | ------------------------------------ | ------------------------------------ | ------------------------------------ | ------------------------------------ | ------------------------------------ | ------------------------------------ | ---- | ---- |
| 1998 |                               |            |        | Polska                               | Polska                               | Polska                               | Polska                               | Polska                               | Polska                               | Polska                               | Polska                               | Polska                               | Polska                               | 56   | 15   |
| 1998 | Autoklub Rzemieślnik Warszawa | Estonia 25 | Łada   | 13                                   | 12                                   | 11                                   | 10                                   | NU                                   | NU                                   | NU                                   | NW                                   | 12                                   | 12                                   | 56   | 15   |